# Verde-gaio
El verde-gaio es uno de los bailes populares más típicos de Ribatejo y Estremadura; pese a ser más popular en el norte que en el sur de Portugal, es en la región entre los ríos Lis y Sado donde, según Tomaz Ribas, lo bailan mejor y más exquisitamente. En general, el verdegaio se acompaña de armónica u órgano.
En 1940 el nombre de esta baila fue utilizado para denominar un grupo, de promoción oficial, de bailes inspirados en el folclore nacional y en temas portugueses, a Grupo de Bailados Portugueses Verde-Gaio.

## Verde-gaio
A veces se toca con el armonio, a veces con la flauta (saúco, caña y también teclas adaptadas), el pífano, la caña, la concertina, la gaita, la mandolina, la guitarra, el Verde-gaio probablemente no debe ser muy antiguo. La referencia más reseñable sobre este tipo de danza parece ser la de João Paulo Freire, que la sitúa entre las favoritas de los saloios de finales del siglo XIX.
La forma más común de bailar el verdegaio es la siguiente: “ dos corros, uno interior, para niñas, y otra exterior, para niños, con las parejas de pie frente a frente,« sueltas ». Al principio, los corros giran lentamente, "con los pies arrastrándose". Luego las parejas se agarran y los chicos llevan a las chicas, que están “al revés”, al centro, donde golpean con los pies (“le golpean”). Inmediatamente regresan a las posiciones iniciales, ahora retroceden a los niños y el círculo comienza de nuevo. " 

## Grupo de Bailados Portugueses Verde-Gaio
La Compañía Portuguesa de Bailado Verde-Gaio (o Grupo de Bailados Portugueses Verde-Gaio) fue creada en 1940 por iniciativa de António Hierro, director del Secretariado de Propaganda Nacional, inspirándose en los Ballets Russes de Diaghilev. La idea que presidió a su formación fue a de crear una compañía de baile que evocara temas portugueses, el folclore, los usos y costumbres nacionales, habiendo contado con la colaboración de grandes nombres de la época en la coreografia, composición musical y artes plásticos.
Los orígenes de la compañía fueron, además de António Ferro, el bailarín y coreógrafo Francis Graça (gran innovador del teatro musical en Portugal y principal responsable de la coreografía en los años más vitales del grupo), el compositor Frederico de Freitas y el pintor Paulo Ferreira (el colaborador plástico más importante de Verde Gaio).
El espectáculo de estreno tuvo lugar en el Teatro de la Trindade, Lisboa, el 8 de noviembre de 1940, durante las celebraciones del Octavo Centenario de la Fundación de la Nacionalidad; incluyó a La Leyenda de las Amendoeiras, Inés de Castro, Muro de Derrete y Ribatejo. La presentación del año siguiente, ya en el Teatro Nacional de S. Carlos, incluyó Baila de la Niña Tonta, que iría a hacerse #se en el mayor éxito del Verde Gaio, siempre repuesto y siempre calorosamente recibido por el público.
En los primeros diez años, época de auge de la empresa, se presentó una gran cantidad de ballets, con aplausos de crítica y público. La crítica siempre fue muy benévola, aunque la calidad y el rigor técnico de las producciones no siempre se correspondió con los elogios brindados (hay que señalar que, a excepción del dúo principal de alto nivel, formado por Francis Graça y Ruth Walden, todos los demás bailarines inicialmente tenían una formación y experiencia muy limitadas). En 1947-48 Francis Graça se quedó en Brasil y su lugar al frente de Verde Gaio fue ocupado, por iniciativa de Paulo Ferreira, por Guglielmo Morresi (primer bailarín de la Ópera de Roma), y más tarde por Ivo Cramér . Este Verde Gaio diferente, más internacional, correspondía en cierta medida a una desviación de su línea original, que se reanudaría con el regreso de Francis Graça y su ballet Nazaré, " que verdaderamente puede considerarse el último que él y el Verde Gaio crearon". .
El trabajo de la primera década culmina, en cierto modo, con una actuación en el Théâtre des Champs-Élysées de París (1949), espectáculo dominado por las coreografías de Francis Graça (presentado en el programa como " director artístico y coreógrafo ") con uno u otro ballet de Ivo Cramér. La década de 1950 ya es un período de declive, en parte debido a la salida de António Ferro de SPN / SNI, quien dejó la empresa sin el apoyo crucial de su fundador. Desde entonces, Verde Gaio casi solo colaboró en los bailes de las óperas representadas en el Teatro de S. Carlos (que venía sucediendo desde 1946), continuando mostrando, de forma ocasional, alguna pieza de su repertorio en fiestas y ceremonias oficiales. . En 1960 Francis Graça fue destituido definitivamente de Verde Gaio, cuya dirección pasó a Margarida de Abreu y Fernando Lima .
La compañía se disolvió oficialmente en 1977 después de un largo declive que Francis Graça, Fernando Lima y Margarida de Abreu (pero también Violette Quenolle y Daniel Seillier, ambos con excelente educación de la Ópera de París, Paula Gareya, con amplia experiencia en inglés y Anna Ivanova), no pude evitarlo.
La compañía definió su rumbo en un "baile imponderable", que coincide con el genio contemplativo de los portugueses que sueñan con el mar mirando al cielo, o sueñan con el cielo mirando al mar. . . Intérprete artística de las tradiciones, leyendas, costumbres, poesía, música, cantos y danzas ancestrales de Terra Lusíada en exaltación de sus motivos y temas nacionales. El grupo de ballets portugueses Verde Gaio, al servicio del arte de la danza a través de sus exposiciones o como escuela de ballet, o mediante la colaboración permanente en temporadas de ópera, también ha contribuido a la renovación progresiva del teatro musical, ya sea en un punto coreográfico y espectacular. de vista, tanto en lo que se refiere a las exigencias del buen gusto en los montajes, como para el mejor y más armonioso uso de los elementos de decoración escénica .

### Cronología[4]

#### 1940 – Teatro de la Trindade
- Leyenda de las Amendoeiras – coreografia: Francis Gracia; argumento: Fernanda de Castro; música: Jorge Croner de Vasconcelos; escenarios y figurines: Maria Keil.
- Inês de Castro – coreografia: Francis Gracia; argumento: Adolfo Simões Müller; música: Ruy Conejo; escenarios y figurines: José Barbosa (cenógrafo).
- Muro del Derrete – coreografia: Francis Gracia; argumento: Carlos Queiroz; música: Frederico de Freitas; escenarios y figurines: Paulo Ferreira.
- Ribatejo – coreografia: Francis Gracia; música: Frederico de Freitas; escenario: Estrella Haría; figurines: Bernardo Marques.

#### 1941 – Teatro Nacional de S. Carlos
- El Hombre del Cravo en la Boca – coreografia: Francis Gracia; argumento: Francisco Laje; música: Armando José Fernandes; escenarios y figurines: Bernardo Marques.
- Baila de la Niña Tonta – coreografia: Francis Gracia; argumento: Paulo Ferreira; música: Frederico de Freitas; escenarios, cortina y figurines: Paulo Ferreira.

#### 1941 – Teatro Nacional D. Maria II
- Passatempo – coreografia: Francis Gracia; música: Frederico de Freitas, Ruy Conejo, Alexandre Rey Colaço, Ernesto Halffter; escenarios y figurines: Thomaz de Mello (Tom).

#### 1943 – Teatro Nacional de S. Carlos
- D. Sebastião – coreografia: Francis Gracia; argumento: António Hierro; música: Ruy Conejo; escenarios y cortinas: Carlos Botelho; figurines: Mily Possoz.
- Imágenes de la Tierra y de Mar – coreografia: Francis Gracia; argumento: António Hierro; música: Frederico de Freitas; escenario: Carlos Botelho; cortinas y figurines: Paulo Ferreira.

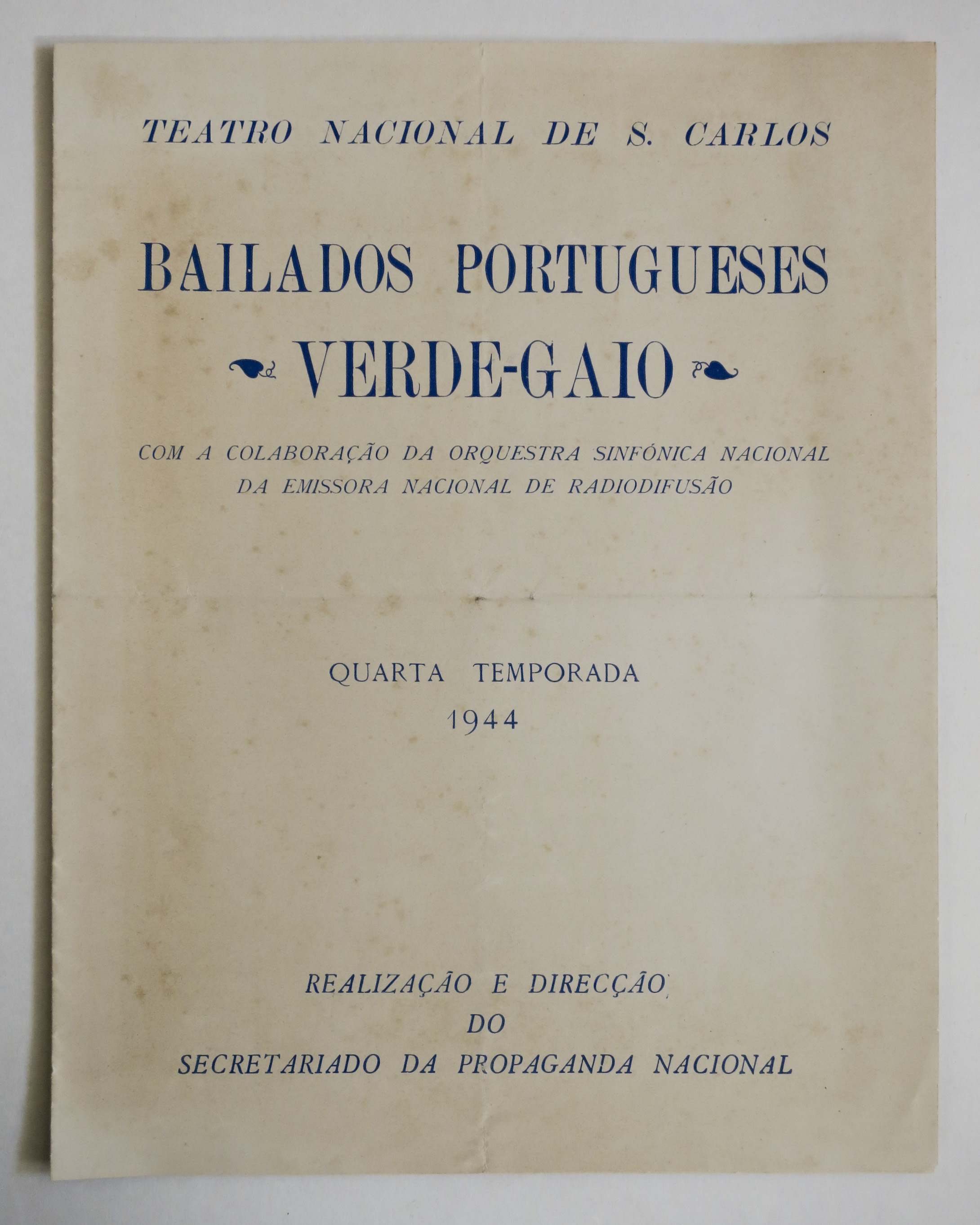
Bailados Verde Gaio, Teatro Nacional de S. Carlos, 1944, p.1
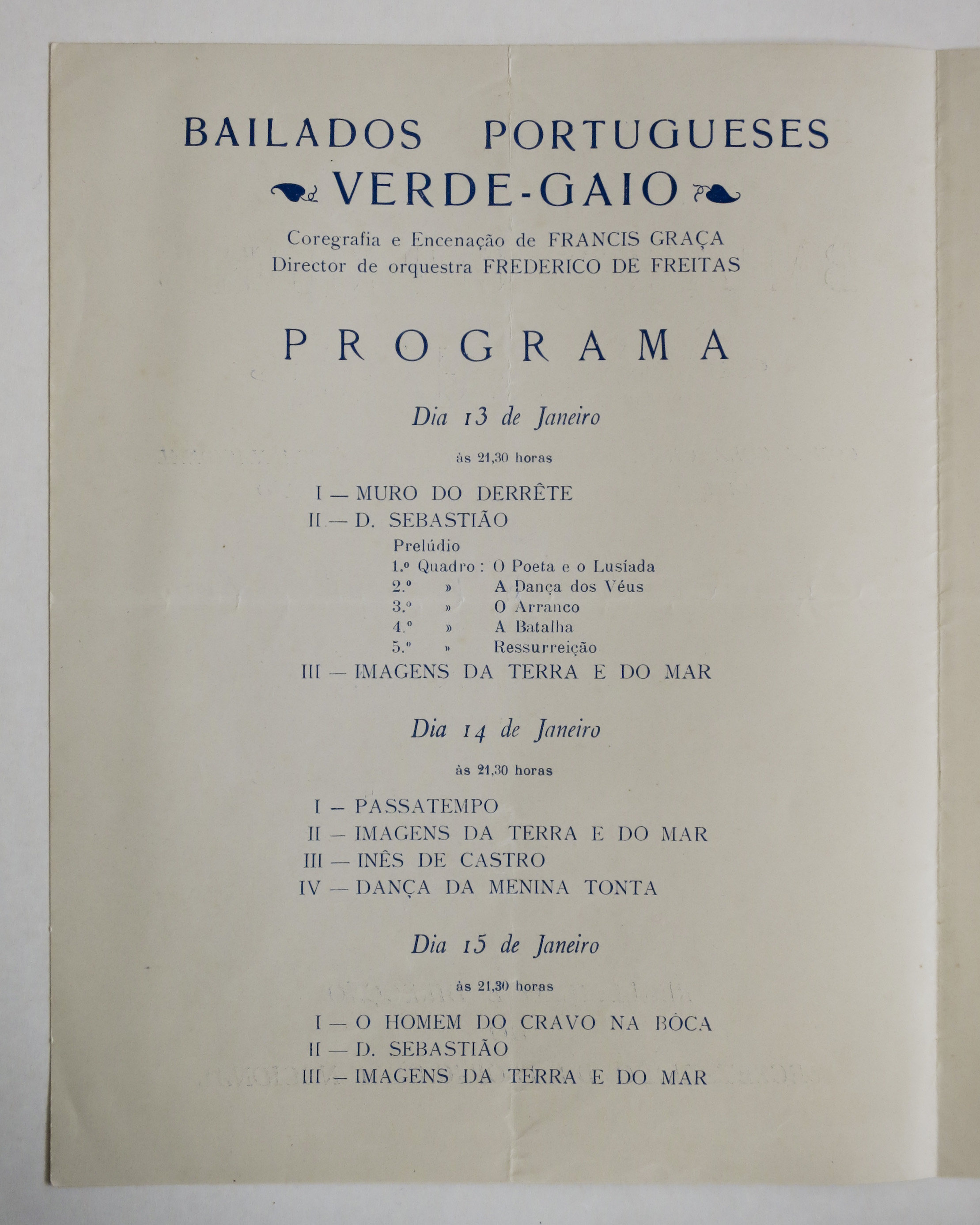
Bailados Verde Gaio, Teatro Nacional de S. Carlos, 1944, p.2
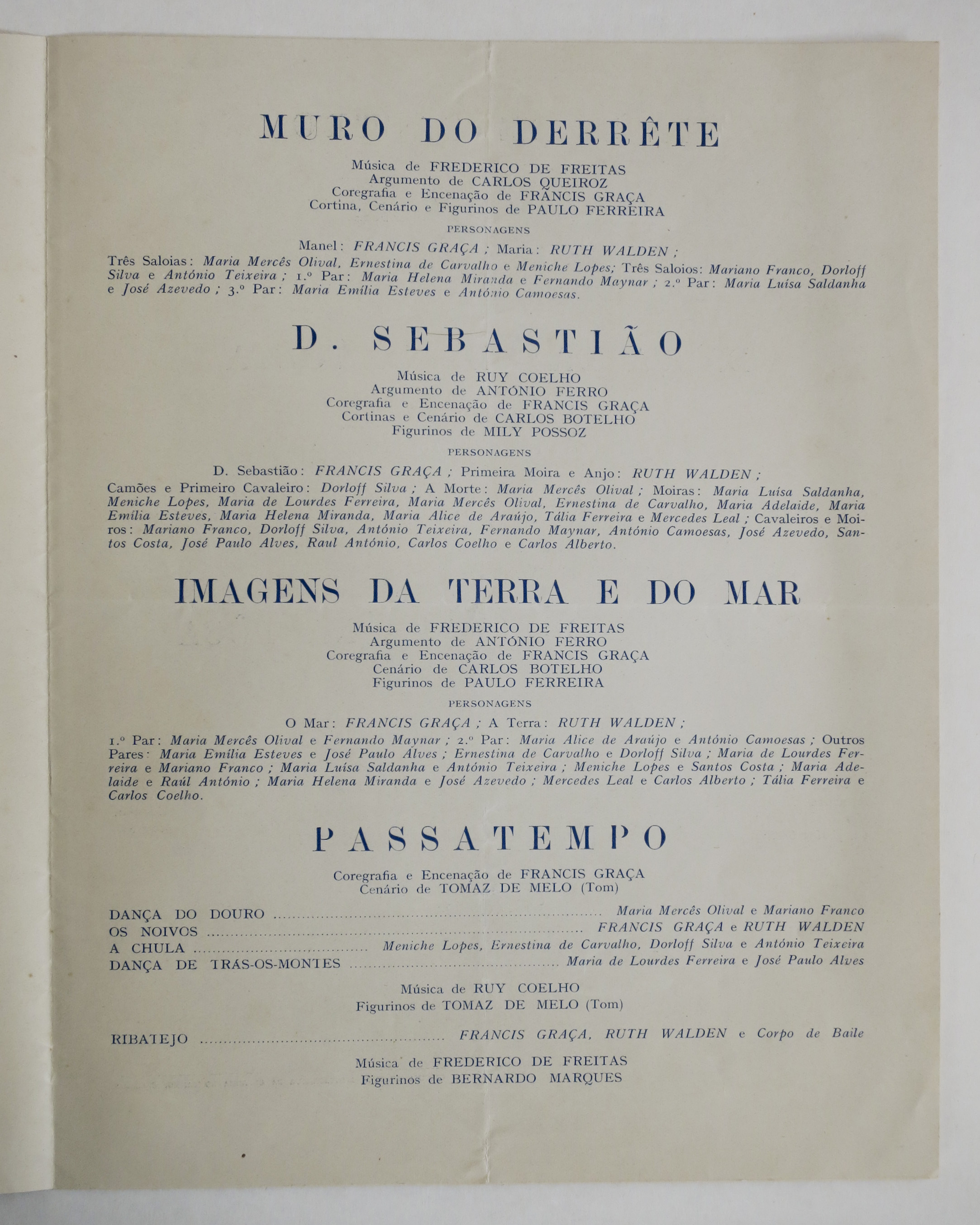
Bailados Verde Gaio, Teatro Nacional de S. Carlos, 1944, p.3
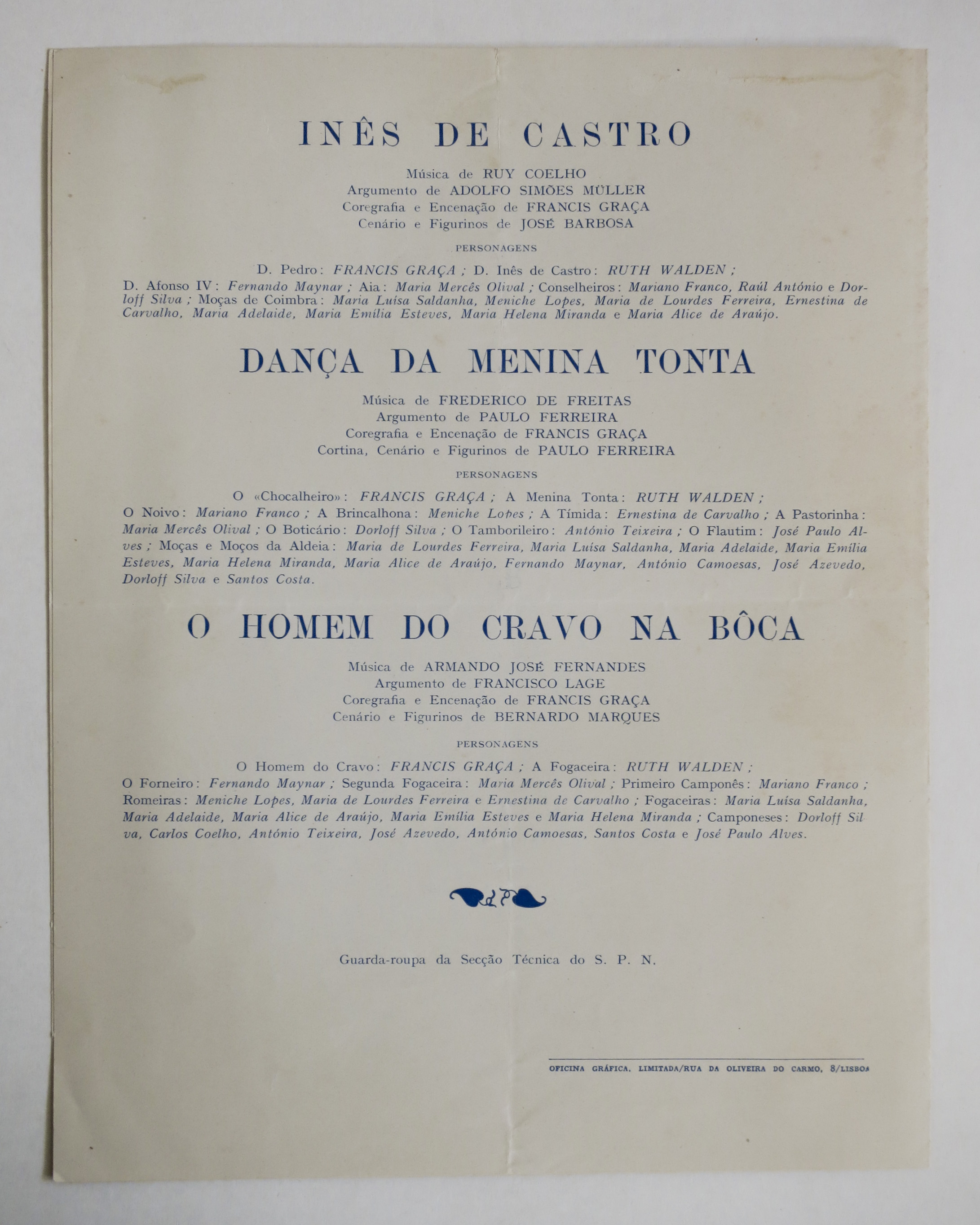
Bailados Verde Gaio, Teatro Nacional de S. Carlos, 1944, p.4

#### 1947 – Teatro Nacional de S. Carlos
- Fiesta en el Jardín – coreografia: Guglielmo Morresi; argumento: Francisco Lage; música: Wolfgang Amadeus Mozart; escenarios y figurines: Paulo Ferreira.
- Noche sin fin – coreografia de la 1ª versión: Guglielmo Morresi; argumento: António Hierro; música de la 1ª versión: Camille Saint-Saëns (Baila Macabra); escenarios y figurines: Paulo Ferreira.
- Farandole
- Tarantela

#### 1948 – Teatro Nacional de S. Carlos
- Noche sin fin – coreografia de la 2ª versión: Ivo Cramér; argumento: António Hierro; música de la 2ª versión:  Músorgski (Una Noche en el Monte Calvo); escenarios y figurines: Paulo Ferreira.
- Nazaré– coreografia: Francis Gracia; argumento: Francis Gracia; música: Frederico de Freitas; escenario y figurines: José Barbosa.
- Balada – coreografia: Ivo Cramér; música: Maurice Ravel (fragmentos de Me la Mère l'Oye); escenario y figurines: Paulo Ferreira.
- Aventuras de Arlequim – coreografia: Ivo Cramér; música: Domenico Scarlatti; escenario y figurines: Paulo Ferreira.
- La Niña y los Títeres – coreografia: Ivo Cramér; argumento: Paulo Ferreira y Ivo Cramér; música: Serguéi Prokófiev (Pedro y el Lobo); escenario y figurines: Paulo Ferreira.
- Tres Bailas – coreografia: Francis Gracia; música:Oscar de Silva; figurines: José Barbosa.
- Cuatro Bailas
- Para Allá del Oriente

### Algunos bailarines[12]
- Francis Gracia
- Ruth Walden
- Constantino Roca (o Constante Roca)
- Guglielmo Morresi
- Ivo Cramér
- Barbara Thiel
- Tyyne Talvo
- Violette Quenolle
- Isabel Santa Rosa
- Fernando Lima
- Armando Jorge
- José Carlos Parpadeo
- Vasco Wellenkamp
- Wanda Ribeiro de Silva